# Der Vogelhändler (1962)
Der Vogelhändler ist eine deutsche Operettenverfilmung von Géza von Cziffra aus dem Jahr 1962. Sie beruht auf Carl Zellers Operette Der Vogelhändler.

## Handlung
Kurfürst August von Biberstein gibt wie jedes Jahr vor seiner Frau vor, auf Einladung des Baron Luft nach Kreuzlingen zu reisen und Wildschweine zu jagen. In Wirklichkeit begibt er sich nach Paris und stürzt sich mit seinem Vertrauten Weckerli unter dem Namen Philipp Bürger ins Nachtleben. Als Kurfürst springt unterdessen der Neffe des Grafen Weps, Graf Stanislaus, ein und residiert im Palais in Kreuzlingen, das in Wirklichkeit zu den zahlreichen Besitztümern des Kurfürsten gehört. Dort flirtet er schon bald mit den Frauen des Dorfes, darunter auch der Tochter des Bürgermeisters Speck.
Kurfürstin Marie-Luise hat unterdessen von ihrer Kammerzofe Melanie erfahren, dass August mit zahlreichen Fräcken im Gepäck abgereist ist, die er jedoch nie für die Jagd gebrauchen könnte. Misstrauisch reisen beide Frauen nach Kreuzlingen und quartieren sich im Gasthaus des Bürgermeisters ein. Schon auf ihrer Fahrt haben sie Bekanntschaft mit dem Vogelhändler Adam gemacht, dessen große Liebe die „Christel von der Post“ ist, die Nichte des Bürgermeisters Speck. Sie darf Adam jedoch nicht heiraten, da der kein Beamter ist. Als sie hört, dass der Kurfürst einen Menageriedirektor sucht, begibt sie sich zum vermeintlichen Kurfürsten Stanislaus, um bei ihm für Adams Anstellung zu werben. Adam wiederum glaubt, Christel habe eine Affäre mit dem Kurfürsten, und vergnügt sich beim Abendtanz mit der Kurfürstin, die sich ihm wiederum als Kammerzofe vorgestellt hat. Marie-Luise hört von den zahlreichen Liebschaften, die der Kurfürst in seinem Anwesen empfängt, und sieht unter anderem Specks Tochter im Gebäude verschwinden. Sie reist ab, zuvor aber hat sie zumindest von Christel deren Beweggründe erfahren, beim Kurfürsten vorstellig zu werden, und hat auch Adam den Tipp geben lassen, dass er seine Vögel auf dem Markt in Biberstein anbieten könne.
Zurück in Biberstein, erfährt Marie-Luise aus der Zeitung, dass ihr Mann tatsächlich in Paris war, da er dort mit dem echten Philipp Bürger verwechselt und inhaftiert wurde. Sie rätselt nun, wer sich an seiner Stelle als Kurfürst ausgegeben haben mag, vermutet aber den Schürzenjäger Graf Stanislaus in dieser Rolle. Der Geburtstag der Kurfürstin rückt näher, und diese will ihrem Mann einen Denkzettel verpassen. Sie lädt den nicht existierenden Baron Luft zu ihrem Geburtstag ein und verspricht, es als persönliche Beleidigung aufzufassen, wenn er nicht erscheinen sollte. In seiner Not sucht August einen Luft-Ersatz und findet ihn in Adam, der gerade auf dem Markt von Biberstein seine Vögel anbietet. Er kauft ihm sämtliche Vögel ab, und Adam willigt ein, den Baron Luft zu spielen. Bei Geburtstagsball fliegt der Schwindel auf, und die Kurfürstin gibt ihrem Mann gegenüber zu erkennen, dass sie alles um seine Tricks weiß. Sie hat Christel eingeladen, die sie nun mit Adam zusammenbringt, willigt August doch ein, Adam „wie versprochen“ als Menageriedirektor einzustellen. Der jedoch hat sich inzwischen selbst nach einer Beamtentätigkeit umgesehen und wird – an der Seite von Christel – verbeamteter Postzusteller.

## Produktion

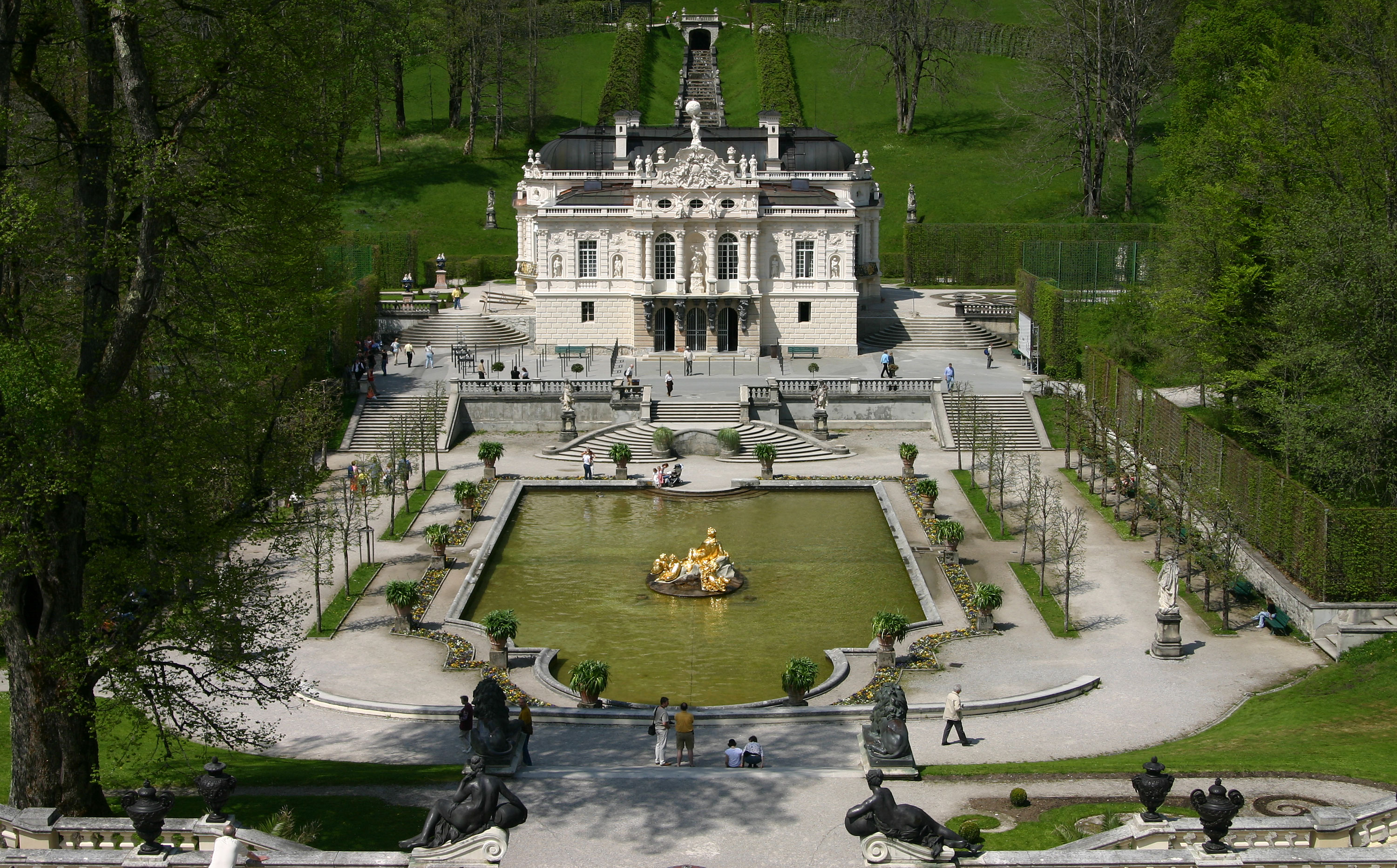
Schloss Linderhof, im Film das kurfürstliche Schloss in Biberstein

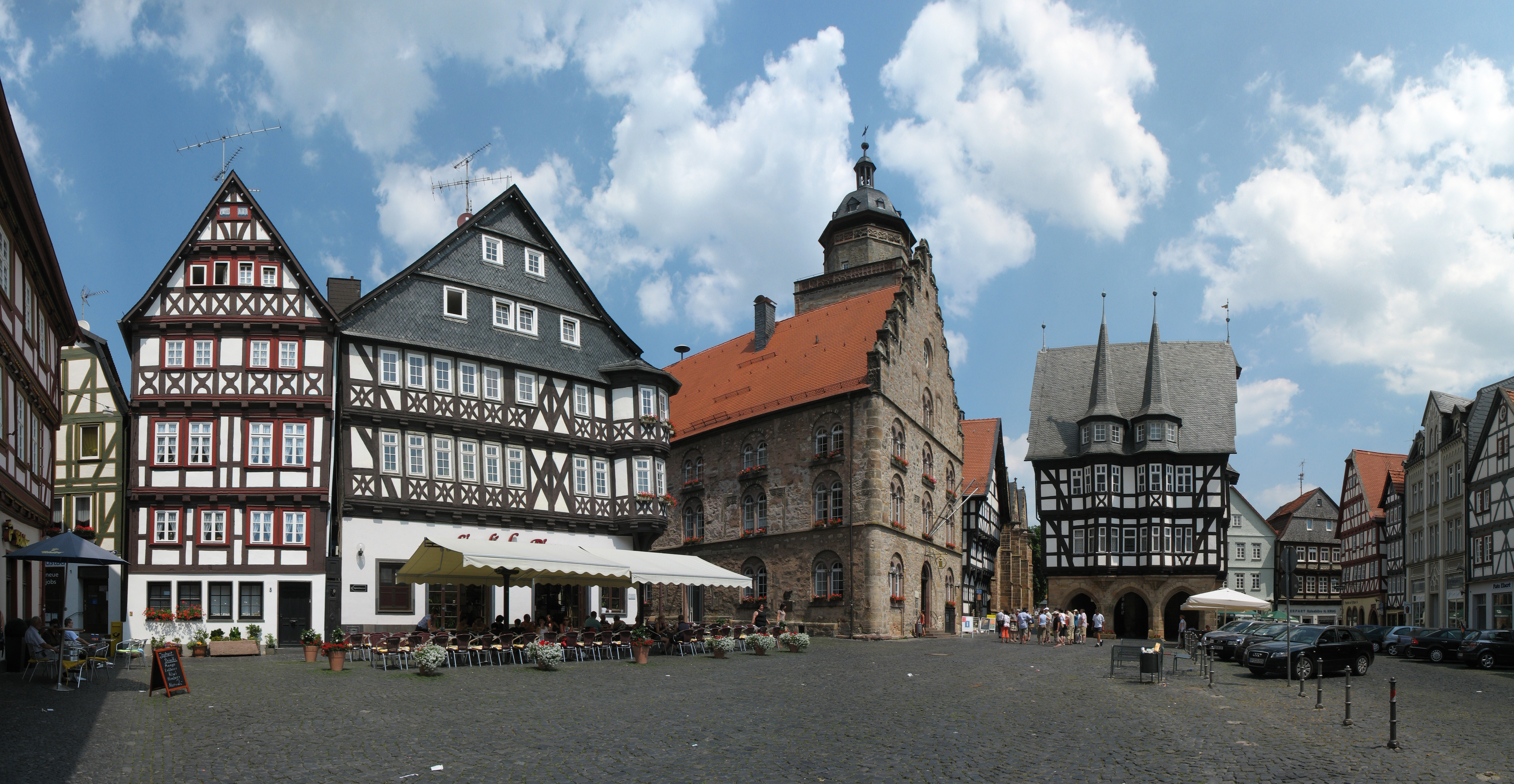
Alsfeld, im Film die Stadt Kreuzlingen

Der Film wurde von der Produktionsfirma KG DIVINA-FILM GmbH & Co. hergestellt. Die Firma gehörte Ilse Kubaschewski, die zugleich Inhaberin des Erstverleihs Gloria-Film GmbH & Co. Filmverleih KG war. 
Die Außenaufnahmen entstanden auf Schloss Linderhof, im Schlosspark Nymphenburg und in Alsfeld, die Atelieraufnahmen in den CCC Studios Berlin. 
Der Film erlebte am 2. August 1962 seine Uraufführung.
Originale Operettenmelodien werden im Film mit modernen Schlagern vermischt.

## Kritik
Der film-dienst befand 1962, dass „die Vorlage […] durch klamaukhafte Zutaten zu einem schlagerreichen Verwechslungslustspiel degradiert [werde]“.
Das von film-dienst 1990 herausgegebene Lexikon des internationalen Films bezeichnete Der Vogelhändler als „an Klamauk und Verwechlsungskomik reiche Neuverfilmung der Operette von Zeller. Musikalisch wie darstellerisch kaum Mittelmaß.“
Cinema schrieb: „Die mit Schlagern ‚aufgepeppte‘ Operettenkomödie lässt allenfalls die Motten in der Kiste tanzen. Fazit: Dieser Quatsch ist ja nicht mal zum Piepen“.